# Гіренко Павло Дмитрович
Павло́ Дми́трович Гіре́нко (1911—1990) — будівельник радянських часів, Герой Соціалістичної Праці.

## Життєпис
Народився 1911 року на станції Люботин (в сучасності місто) Харківської губернії у сім'ї українця-залізничника. Закінчив 7 класів школи, 1930 року — Харківський автодорожній технікум, здобув професію техніка-механіка. 1935 року закінчив Харківський автодорожній інститут, стає інженером-механіком. Від 1936-го року працював начальником автоколони, згодом начальник транспортного управління на будівництві каналу Москва — Волга НКВС СРСР.
Від 1938 року — начальник транспортного відділу будівництва № 203 НКВС СРСР; брав участь у будівництві мурманського судноремонтного заводу, морського порту в Амдермі та Молотовську.
Від листопада 1941-го будівництво № 203 повністю переводиться на побудову порту в Молотовську, за допомогою днопоглиблювальних робіт було прийнято каравани PQ-3 та PQ-6, загалом в Молотовську було прийнято 10 транспортів.
Від 1942 року працював начальником транспортної контори, замісником начальника будівництва Богословського алюмінієвого заводу (БАЗ) в місті Краснотур'їнськ. Протягом 1946—1954 років керував трестом «БАЗбуд», було здійснено будівництво об'єктів БАЗ та Краснотур'їнську ТЕЦ.
Протягом 1954—1959 років керував трестом «Тагілбуд». За цей час було побудовано та розпочалася експлуатація доменної печі № 5, киснева станція, 4-х коксових батарей з механізованим складом вугілля та комплексом хімічних цехів, колесопрокатний цех, 3 мартенівські печі, цех оцинкованого посуду, пекококсова установка на 3 батареї, методична піч рейкобалкового цеху, стан «650» та інші об'єкти Нижньотагільського металургійного комбінату. Почала діяти агломераційна фабрика Гороблагодатського рудника, дробильно-сортувальна фабрика та 3 цехи Високогорського рудника, агломераційна фабрика, шахта Новосєвєрна та паровозо-кранове депо Лебяжинського залізного рудника, 2-го черга Качканарського гірничозбагачувального комбінату, 2 МТС. В тому ж часі було збудовано сотні тисяч м2 у містах Свердловської області, нижньотагільські меблева фабрика й молокозавод, соціально-побутові об'єкти, Нижньотагільський драматичний театр ім. Д. Маміна-Сибіряка, будинок культури в Кушві.
Від 1959 року — начальник управління будівництва Свердловського раднаргоспу, з 1962-го — замісник голови в раднаргоспі, начальник Головного управління по будівництву Середньоуральського економічного району Мінбуду РРФСР, 1963 року очолює управління «Главсредуралстрой».
1967 року переведений до Москви, призначений на посаду заступника міністра монтажних та спеціальних будівельних робіт СРСР. Протягом 1970—1982 років працював заступником міністра будівництва підприємств важкої індустрії СРСР.
В 1960—1982 роках був депутатом кількох скликань Верховної Ради РРФСР.
Від 1982 року — на пенсії, проживав у Москві, де й помер 1990-го. Похований на Кунцевському кладовищі.

## Нагороди та вшанування
- Герой Соціалістичної Праці
- орден Леніна
- орден Трудового Червоного Прапора
- орден «Знак Пошани»
- медалі
- почесний громадянин Краснотур'їнська (1974)